# Жилина, Антонина Александровна
Антонина Александровна Жилина (род. 2 ноября 1949 года в городе Сталинград, РСФСР, СССР) — российский политический и государственный деятель, депутат Государственной Думы I созыва (1993—1995), член коллегии Министерства труда и социального развития РФ, Руководитель Департамента персонала налоговых органов Министерства по налогам и сборам РФ, государственный советник налоговой службы II ранга,

## Краткая биография
В 1974 году получила высшее образование по специальности «инженер-технолог» в Волгоградском политехническом институте.
С 1974 по 1980 год работала на заводе «Баррикады» в городе Волгоград. С 1984 по 1990 год работала в Тракторозаводском райисполкоме Волгограда заведующей отделом. С 1990 по 1993 год работала президентом акционерного общества «Царицын двор», генеральным директором совместного предприятия «VIVO».
В 1993 году была избрана депутатом Государственной думы Федерального Собрания Российской Федерации первого созыва. В Государственной думе была членом комитета по бюджету, налогам, банкам и финансам, входила во фракцию «Женщины России».
С 1999 по 2001 год была членом коллегии Министерства труда и социального развития РФ. Руководитель Департамента персонала налоговых органов Министерства по налогам и сборам РФ. В 1999 году постановлением Правительства РФ был присвоен классный чин МНС РФ государственный советник налоговой службы II ранга.